# Anna Catharina Constantia van Boecop
Anna Catharina Constancia van Boecop was vrouwe van Asten door haar huwelijk met Everard van Doerne. 
Anna werd geboren als dochter van Ernest van Boecop en Anna Veronica van der Ehren zu Birgell. Van haar ouders had zij Kasteel de Kleine Ruwenberg te Sint-Michielsgestel geërfd, waar zij met haar echtgenoot ook wel verbleef.
Na de dood van haar man, in 1705, werd zij vrouwe van Asten door belening met de heerlijkheid tussen 1705 en haar dood in 1716.
Everard van Doerne en Anna van Boecop hadden 7 kinderen, onder wie Anna Wilhelmina van Doerne, die haar moeder zou opvolgen als vrouwe van Asten.
Zij was een van de laatste kasteelbewoners die een sterke band met de heerlijkheid onderhield. De meeste van haar kinderen stierven vroeg. Slechts Cornelia Maria en Anna Wilhelmina bereikten een volwassen leeftijd.

## Bemoeienis met het klooster
Anna heeft nog het klooster Mariaschoot te Ommel gesteund. Na 1648 moest dit klooster uitsterven, maar het nam toch nieuwe nonnen aan. In 1706 was de laatste kloosterlinge van voor 1648 gestorven, waarop de Raad van State opdracht gaf om het klooster te verkopen. In 1707 kocht Anna het klooster, waarop zij het onderhands weer doorverkocht aan de nonnen, die aldus het klooster konden blijven bewonen.
Aangezien zij katholiek was, en haar dochter kanunnikes, deed ze dit uit overtuiging. Bovendien kreeg zij zo invloed in religieuze zaken, hoewel ze bij de benoeming van een nieuwe rector voor het klooster in 1714 in conflict raakte en het onderspit moest delven: er kwam in 1716 een rector die niet haar goedkeuring had.